# Vexillum

Vexillum romano.

El vexillum (en plural, vexilla) era una bandera empleada durante la Antigüedad clásica del Imperio romano. El término latino es un diminutivo de la palabra latina velum, «vela», lo que confirma las pruebas históricas (en monedas y esculturas) de que las vexilla eran literalmente «velas pequeñas», es decir, estandartes semejantes a banderas. El vexillum se asemeja a las banderas modernas, aunque en su caso la tela se cubría verticalmente desde un travesaño horizontal, a diferencia de las banderas que se emplean hoy en día, en las que la tela se cubre horizontalmente.
Cada cohorte dentro de una legión tenía la suya propia, que servía no solo de identificación de la misma, sino para reunir a los hombres en la batalla; los romanos formaban vexillationes, esto es, destacamentos de una legión bajo un vexillum. Al principio, estos vexillationes constaban solamente de una cohorte y su correspondiente vexillum, pero con el correr del tiempo se llegó a denominar vexillatio a casi cualquier unidad destacada fuera de la legión, hasta que en el siglo IV, en la reorganización del ejército romano, llegaron a tener entidad propia.
Aunque casi todas las regiones de Italia conservan el uso del vexillum, son escasas las zonas fuera de la península itálica en las que se sigue empleando esta antigua bandera.
Al portador del vexillum se le denominaba vexillarius.